# Hananim
Hananim (hangul: 하나님, handzsa: 神, RR: Hananim), a koreai mitológia egy fontos személye, főistenként tartják számon. Nevének átírásai miatt sok leírással találkozhatunk, leggyakoribbak a Hananim, Hanullim (Haneullim) (하늘님) és a Hanunim (Haneunim) (하느님). Először kínai forrásokban szerepelt, nevét több módon is értelmezték: a hana (haneul), eget jelentő szóból és nim tiszteletet kifejező partikulából tevődik össze; illetve hana, mint „egy” és nim.

## Lakhelye, külseje
Haninim a mennyben lakik, bár egyes források magával az éggel is egyesítik, mások a Theilosz nevű csillagot jelölik meg, mint tartózkodási helyét. Hananim külsejéről semmilyen forrás nem számol be, hiszen úgy tartják, hogy mindenhol ott van, ebből kifolyólag pedig láthatatlan. Mivel láthatatlan, ezért mindenben őt látják, egy kisfiú pl. fák felé hajolt meg, hiszen az istennek nem tud, de a teremtményének igen. Ez a titokzatosság, ami jellemző szinte minden istenre, és magára Hananimre is, ott folytatódik, hogy se a születéséről, kezdetéről nincs információ, se a haláláról, végéről, így akár halhatatlannak is tekinthető. Ősi teremtőnek vélik, talán a világot is ő teremtette, de akár azonos is lehet vele.

## Ereje és tisztelete
Hananim az az isten, aki boldogságot ajándékoz, meghatározza az emberek lelkiállapotát, majd a jókat megjutalmazza, a rosszakat megbünteti. Képes ölni, ha akar, de ugyanúgy megvan hozzá a képessége, hogy megmentse a bajba jutottakat, így a régi korban sokat imádkoztak hozzá, hiszen kegyes, senkit nem hagy magára. Hananim ezek mellett mindent lát, így a démonok is félik. Legelterjedtebb képessége azonban az eső, vihar és villám generálása, amely azért volt meghatározó jelentőségű a koreaiak számára, mert ettől függött a terményük, amire az akkori társadalmuk építkezett. Kegyeinek elnyerése érdekében szertartást mutattak be a tiszteletére, ahol nyersen fogyasztható ennivalót kínáltak neki és tisztító fürdéssel tisztelegtek előtte. Nagyon sok koreai mondás és vers maradt fent, melyben Hananim ételadóként jelenik meg, hiszen az eső segíti a rizs növekedését. Mondásokban, mint ítélethozó szerepel, amikor a koreaiak olyasmit láttak, amit rossznak definiáltak, Hananim büntetését várták válaszul. A Korjo (Goryeo)-korban (918–1392) ez a tisztelet odáig nőtt, hogy oltárokat is emeltek számára.

## Hiedelmek

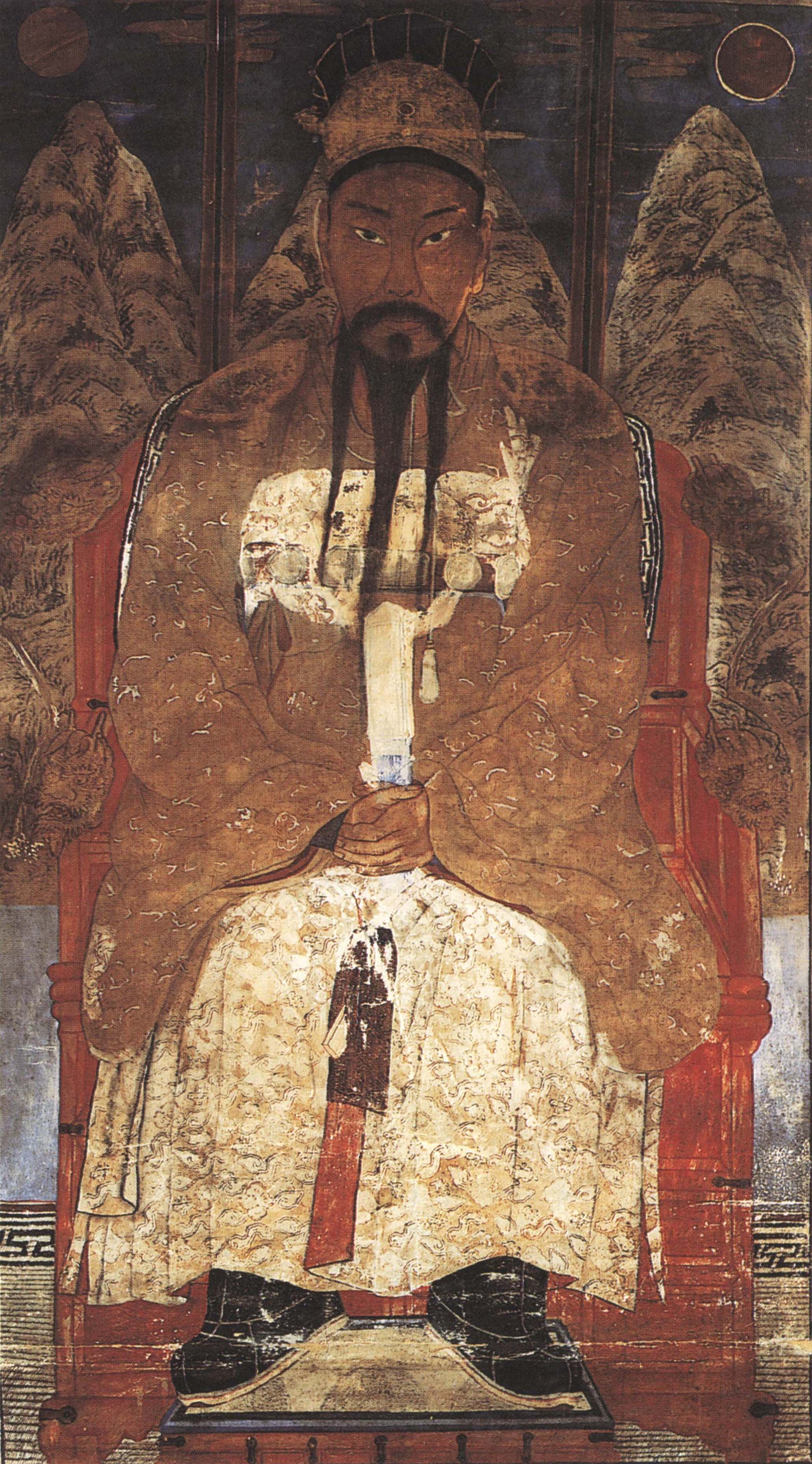
Tangun (Dangun), Korea alapítója

A hozzá kapcsolódó hiedelmek közül talán a legfontosabb az, hogy úgy tartják volt egy fia, Hvanung (Hwanung) (환웅), akit Haninim leküldött a Földre (más források szerint több mennybéli lénnyel együtt), hogy segítse az embereket. Hvanung (Hwanung) aztán találkozott egy medvével, akit nővé változtatott, majd közös gyermekük neve Tangun (Dangun) lett, aki a Szamguk jusza (Samguk yusa) szerint a koreaiak ősatyja volt. Ez a hiedelem is mutatja, hogy kettős alakja Hananim a koreai mitológiának, hiszen más források szerint se felesége, se gyermeke nem volt. 
Kínai eredetű neve Cshon (Cheon) (천, 天, kínaiul Tien (Tian)), mely mennyországot jelent, ez a konfucianizmus korában terjedt el leginkább, míg a sámánmítoszokban Cshonnim (Cheonnim), a cshongji szektában pedig Hanullim (Haneullim) néven ismert. 
Egyes források szerint ő jelenik meg:
- Sinmjon (Sinmyeon)
- Szandzse  (Sanje)
- Cshondzse (Cheonje)
- Cshonvan (Cheonwan)
- Cshonsin (Cheonsin)
- Szancshon  (Sancheon)
- Ogvan szandzse (Ogwan sanje) személyében is.

1910 óta a keresztény koreaiak Jézusként azonosítják, az új korban pedig egész kultuszok kapcsolódnak hozzá, ilyen a Tedzsonggjo (대종교, Daejonggyo) vagy másik nevén Tangungjo (단군교, Dangungyo).
Mivel Haninim ennyi néven ismert, tanulmányok készültek, hogy bebizonyítsák, mind egy isten-e, vagy több különbözőbb, illetve felmerül a kérdés, hogy joggal azonosítják-e a keresztény Istennel. 